# Pierre de Navarre
 (mai 2015).
Si vous disposez d'ouvrages ou d'articles de référence ou si vous connaissez des sites web de qualité traitant du thème abordé ici, merci de compléter l'article en donnant les références utiles à sa vérifiabilité et en les liant à la section « Notes et références ».
Pierre de Navarre (Évreux, 5 avril 1366 – Sancerre, 29 juillet 1412), comte de Mortain, était le fils puîné de Charles II, roi de Navarre et comte d'Évreux (dit Charles le Mauvais), et de Jeanne de France (1343-1373).

## Généalogie
- Sa mère Jeanne de France (1343-1373) est la fille du roi de France Jean le Bon.
- Son père le roi Charles II est le fils de Philippe d'Évreux et de Jeanne II de Navarre, fille du roi Louis X le Hutin.

Le royaume de Navarre, qui ne pratiquait pas la loi salique, était entré dans la maison de France en 1284 par Jeanne Ire de Navarre, épouse de Philippe le Bel. Celui-ci le premier monta sur le trône avec le titre de roi de France et de Navarre. Sa petite-fille, Jeanne (la future Jeanne II de Navarre), privée de la couronne de France par le truchement de la loi salique, garda du moins la Navarre, qu'elle porta par son mariage dans la maison d'Évreux.

## Biographie
Pierre de Navarre alias Pierre de Mortain naquit à Évreux le 5 avril 1366. Laissé à la cour de France (en gage d'une possible politique de réconciliation entre son père et le roi Charles V), il fut élevé avec le futur roi Charles VI, dont il devint l'inséparable compagnon. Il porta le titre — et en exerçait le pouvoir effectif confié aux officiers de sa cour — de comte de Mortain dès 1376-1377 (qu'il semble abandonner cependant temporairement entre 1378 et 1401) et de lieutenant de toutes les terres du roi de Navarre son père au royaume de France ; ce comté (saisi en 1378 et réuni à la couronne) sera érigé pour lui en comté-pairie par Charles VI, le 21 mai 1401. Par ailleurs l'Armorial de la Cour Amoureuse, créé le 6 janvier 1401, exhibe ses armes à cette époque et qualifie leur titulaire de « Pierre filz de Roy de Navarre / Conte de Mortaing ». À la même époque, son frère aîné dit le Noble, devenu roi de Navarre depuis 1387, renonce par un traité conclu définitivement en 1404, au comté d'Évreux (qui fut réuni à la couronne), ainsi qu'à ses prétentions sur la Brie et la Champagne et reçut en compensation le comté de Nemours érigé pour lui en duché-pairie, une pension de 12 000 livres et une indemnité de 200 000 écus. Pierre de Navarre, se qualifiant encore fils de roi de Navarre et comte de Mortain, souscrira à cette convention en y apposant son grand sceau équestre, le 25 juin 1404. Jadis comte de Mortain chargé en outre des affaires de son père, il sera désormais comte-pair de France et lieutenant au royaume de France des terres du roi de Navarre son frère.
Il épouse en 1411 Catherine d'Alençon (1380-1462), fille de Pierre II d'Alençon, comte d'Alençon, de Chartres et du Perche, époux de Marie Chamaillard, vicomtesse héritière de Beaumont-le-Vicomte, dame de Saosnois, et sœur aînée du duc Jean Ier d'Alençon.
Pierre de Navarre, mort le 29 juillet 1412 à Sancerre, au retour du siège de Bourges où il avait accompagné le roi Charles VI, laissa sa toute jeune veuve sans enfants. Celle-ci se remarie le 13 octobre 1413 à Louis « duc de Bavière, frère de la Royne Isabel de France ».

## Héraldique
- Pierre de Navarre a utilisé au cours de sa vie au moins quatre sceaux différents, mais son blason ne subit essentiellement qu'une seule modification. Elle concerne la brisure de son écu (écartelé aux 1 et 4 de Navarre, aux 2 et 3 semé de France à la bande componée, qui est d'Évreux) : engrelée pendant sa jeunesse, en 1376 et 1377, elle sera modifiée sur ses sceaux à partir de 1384 en bordure pleine, ou bordure simple d'argent sur le tout assurément à partir de 1401, comme nous la rencontrons alors sur ses actes, l'Armorial de la cour Amoureuse, sur les vitraux de la cathédrale d'Évreux ou sur le surcot de son gisant déposé au Louvre.

Dès cette époque ses armes se définissent ainsi : « aux 1 et 4 de gueules au rais d'escarboucle pommeté, besanté et fermé, d'or (qui est de Navarre), aux deux et trois semé de France ancien à la bande componée d'argent et de gueules (qui est d'Évreux), à la bordure d'argent sur le tout ».